# Gonatocerus dolichocerus
Gonatocerus dolichocerus är en stekelart som beskrevs av William Harris Ashmead 1887. Gonatocerus dolichocerus ingår i släktet Gonatocerus och familjen dvärgsteklar. Inga underarter finns listade i Catalogue of Life.